# Ceratina sequoiae
Ceratina sequoiae là một loài Hymenoptera trong họ Apidae. Loài này được Michener mô tả khoa học năm 1936.